# 鶴見大学附属中学校・高等学校
鶴見大学附属中学校・高等学校（つるみだいがくふぞくちゅうがっこう・こうとうがっこう）は、神奈川県横浜市鶴見区鶴見二丁目にある私立中学校・高等学校。鶴見大学の系列校である。
平成20年度より男子募集を開始し共学校となったため、校名を鶴見大学附属中学校・高等学校に変更した。

## 概要
曹洞宗大本山總持寺が設立した仏教系学校であり、禅の精神に基づいた教育を実践している。昼食は担任の指導の下、禅の作法に従って戴くことになっており、生徒に仏教の教えを身につけさせている。
進学指導に力を入れており中学校から“難関進学クラス”、“進学クラス”と高等学校は“総合進学コース”、“特進コース”とクラス、コース別に分け、集中しやすい環境が整備されている。定期試験一週間前からはフェローシップと称して図書室でマンツーマンの勉強会がある。
勉学に力をいれていて、一定基準に満たない生徒は大量の課題と補修授業に参加させることでフォローしている。

## 設置学科
中学校
- 難関進学クラス
- 進学クラス

高等学校
- 普通科

総合進学コース
特進コース
看護・医療技術系進学コース(現在は廃止)

## 教育理念
- 自立の精神と心豊かな知性を育み

　国際社会に貢献できる人間を育てる
- 鶴見大学附属が実現する5つの約束

1. 土曜日の有効活用　（2007年度より、週6日制を実施。）
2. スタディ・キャンプ（学習合宿）
3. フェローシップ制（補習制度）
4. 遊学プログラム（見学・体験学習）
5. ボランティア・プログラム（諸施設の慰問、清掃活動、募金活動など）

## 沿革
- 1924年 - 中根環堂、関東大震災で被災・休校に陥った光華女学校（4年制実業科）の運営を引き受け、 曹洞宗大本山總持寺内で再開
- 1925年 - 常済大師六百回忌の記念事業の一環として、 鶴見高等女学校（5年制普通科）設立
- 1947年 - 戦後の学制改革により上記の2校を合併し、鶴見女子中学校・鶴見女子高等学校となる
- 1950年 - 男子校の興国中学校・高等学校の運営を引き受け、鶴見学園中学校・高等学校とする（1953年に閉校）
- 2007年 - 鶴見大学附属鶴見女子中学校・高等学校と改称
- 2008年 - 共学化の実施に伴い鶴見大学附属中学校・高等学校と改称
- 2009年 - 新校舎竣工

## 学校行事
長野県の飯綱東高原（長野県上水内郡飯綱町）に本校の研修施設を設けておりサマースクール、スタディ・キャンプ、スキー・スノーボード教室、各クラブの合宿等が行われている。
- 中一、中二 イングリッシュキャンプ
- 体育祭
- 光華祭（文化祭）
- 合唱祭（中学校）
- 弁論大会（高等学校）
- 修学旅行

## 交通
- 京浜急行電鉄本線「花月総持寺駅」より徒歩10分
- JR京浜東北線・鶴見線「鶴見駅」より總持寺境内を通り徒歩15分
- 川崎鶴見臨港バス 鶴01系統/鶴02系統/鶴03系統/鶴04系統/鶴05系統/鶴12系統/川50系統 「亀甲山」下車、徒歩7分[1]。

## 著名な出身者
- 小山内美江子 （脚本家）※鶴見高等女学校
- 郷静子 （作家、第68回芥川賞受賞）
- 小宅珠実（フルート奏者）
- 椿直起（サッカー選手）
- 板倉洸（サッカー選手）
- 津久井匠海（サッカー選手）
- SONOMI（モデル）
- 速水リキ（宝塚歌劇団男役）
- 堀江美都子 （歌手、声優）
- 中鉢明子 （タレント、女優、モデル）
- 三島ゆり子 （女優）※中退
- 本多灯（競泳選手、2020年東京オリンピック日本代表）